# Pantherodes
Pantherodes is een geslacht van vlinders van de familie spanners (Geometridae), uit de onderfamilie Ennominae.

## Soorten
- P. arizonensis Capps, 1950
- P. colubraria Guenée, 1858
- P. conglomerata Warren, 1894
- P. cornifrons Dyar, 1914
- P. crassa Rindge, 1975
- P. hoplitaria Dyar, 1912
- P. leonaria Guenée, 1858
- P. pardalaria Hübner, 1823
- P. rhadinaria Dyar, 1916
- P. unciaria Guenée, 1858